# وحدة تحكم النظام

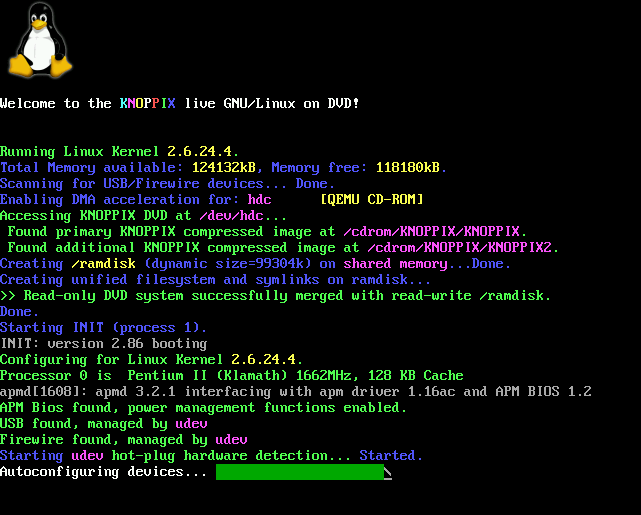
وحدة التحكم لنظام نوبكس تُظهر عمليّة الإقلاع

نَضَد تحكم النظام، أو كُنْسُلة النظام، أو وحدة تحكم النظام، أو وحدة تحكم الحاسوب، وحدة تحكم الجذر، وحدة تحكم العمليات، أو اختصاراً وحدة التحكم هي أداة إدخال وعرض نصية لرسائل إدارة النظام، خصوصاً لرسائل البيوس أو محمل الإقلاع، النواة، و تهيئة النظام، أو من مسجِّل النظام.

## تأريخ
قبل تطوير وحدات تحكم الأبجدية الرقمية لنظام CRT، كانت بعض الحواسيب مثل IBM 1620 تستخدم وحدات تحكم طباعية ولوحات تحكم، بينما استَخدم أول حاسوب قابل للبرمجة (مانشستر إس إس إي إم Manchester SSEM) مزيجا من محولات إلكتروميكانيكية و شاشات CRT لتزويد وظائف تحكم.